# John Primer
John Primer, (Camden, 1945. március 3. –) bluesgitáros, dalszerző. 2023-ban beiktatták a Blues Hall of Fame tagjai közé.

## Pályafutása
John Primer stílusa a klasszikus blueshangzás: durva és  kompromisszumot nem ismerő. Ő az egyik utolsó igazi hagyományőrző Chicagoban.
Primer 1963-ban érkezett Chicagóba. Addigra már jól ismerte Muddy Waters, Jimmy Reed, B. B. King, és Elmore James játékstílusát. Előbb ritmusgitáros volt Muddy Waters és Willie Dixon mellett, majd − szintén ritmusgitárosként − tizenhárom évet játszott a Magic Slim & The Teardropsszal.
A Willie Dixon All-Star egyik tagjaként Primer csatlakotott Muddy Waters utolsó zenekarához, ahol és velük játszott egészen Waters 1983-as haláláig. Ezután Magic Slimmel játszott. 1993-ban megjelent Primer első saját lemeze, a „Stuff You Got to Watch”.

## Albumok
- 1991: Poor man blues & Magic Slim & Billy Branch
- 1992: Stuff you got to watch
- 1992: Blues behind closed doors & Magic Slim und Billy Branch
- 1992: 44 blues von Magic Slim & The Teardrops & Bonnie Lee
- 1993: Cold blooded blues man
- 1994: Easy Baby & the Teardrops
- 1995: The real deal & Billy Branch
- 1997: Keep on lovin' the blues & Matthew Skoller
- 1998: It's a blues life
- 2000: Knocking at your door & Larry McCray und Matthew Skoller
- 2003: Blue Steel
- 2010: Call Me John Primer
- 2011: All Original
- 2012: Blues On Solid Ground
- 2013: Knockin' Around These Blues & Bob Corritore
- 2016: That Will Never Do John Primer & The Real Deal Bluesband
- 2020: The Gypsy Woman Told Me & Bob Corritore

## Filmek
- 2005: Live at B.L.U.E.S (Chicago)
- 2012: Live at the Checkerboard Lounge: Live Chicago, 1981 − (with Muddy Waters & The Rolling Stones)

## Díjak
- Háromszoros Grammy-díj jelölt